# Sándor Légrády
Dans le nom hongrois Légrády Sándor, le nom de famille précède le prénom, mais cet article utilise l’ordre habituel en français Sándor Légrády, où le prénom précède le nom.
Sándor (ou Alexander) Légrády (Budapest, 13 septembre 1906 — Budapest, 15 juin 1987) est un dessinateur hongrois de timbres-poste qui a œuvré de 1933 aux années 1970.
Sa première série est dessinée avec Julia Rauscher et émise le 10 juillet 1933 à l'occasion du Jamboree mondial de 1933 organisé à Gödöllő, en Hongrie. Le dessin mêle les armoiries de la Hongrie avec le cerf, symbole du Jamboree.